# Emma Malabuyo
Emma Lauren Bringas Malabuyo (Mountain View, 5 novembre 2002) è una ginnasta filippina con cittadinanza statunitense.

## Biografia
Malabuyo nasce a Mountain View da una famiglia originaria delle Filippine.

## Carriera junior
Nel 2016 vince al Trofeo Città di Jesolo, una medaglia d'oro nella trave e tre medaglie d'argento nel corpo libero, nelle parallele asimmetriche e nel concorso individuale. L'anno successivo sempre a Jesolo vince il bronzo nel concorso individuale.
Viene così convocata dalla nazionale statunitense per competere all'International Junior Gymnastics Competition 2017 in Giappone, dove arriva seconda nell'individuale e prima nel corpo libero.

## Carriera senior
Fa il suo debutto da senior al Trofeo Città di Jesolo 2018 dove vince l'oro nella trave, nel corpo libero e nel concorso individuale. L'anno successivo vince il concorso a squadre, bronzo nell'individuale e argento nella trave e nel corpo libero. 
Nel 2023 sceglie di rappresentare il suo paese d'origine, le Filippine, debuttando ai Campionati asiatici a Singapore dove vince l'argento nel corpo libero. Si ripete l'anno successivo a Tashkent, vincendo l'oro nel corpo libero e il bronzo nell'individuale.